# End-to-end-kryptering
End-to-end-kryptering (E2EE) er et kommunikationssystem, hvor kun de kommunikerende parter kan læse beskederne. I princippet forhindrer det potentielle aflyttere – herunder teleudbydere, internetudbydere, ondsindede statslige organer og endda udbyderen af kommunikationstjenesten – i at få adgang til de kryptografiske nøgler, der er nødvendige for at dekryptere samtalen.
End-to-end-kryptering er beregnet til at forhindre, at data læses eller ændres i hemmelighed, andet end af de(n) sande afsender og modtager(e). Meddelelserne krypteres af afsenderen, men tredjeparten har ikke mulighed for at dekryptere dem og gemmer dem krypteret. Modtagerne henter de krypterede data og dekrypterer dem selv.
Fordi ingen tredjeparter kan aflæse de data, der transmitteres eller opbevares, er virksomheder, der leverer end-to-end-kryptering, for eksempel ikke i stand til at udlevere udskrifter af deres kunders beskeder til myndighederne.